# José Dolores Estrada Valdo
Pour les articles homonymes, voir Estrada et Valdo.
José Dolores Estrada Vado (Nandaime, 16 mars 1792 - Managua, 12 août 1869) était un militaire nicaraguayen qui a mené les patriotes à une victoire historique lors de la bataille de l'Hacienda San Jacinto, contre les mercenaires du flibustier américain William Walker, le 14 septembre 1856.
C'est l'un des héros nationaux du Nicaragua.
Il est le sujet d'un poème éponyme du prêtre catholique, théologien, poète et homme politique nicaraguayen Ernesto Cardenal.
La bataille de l'hacienda San Jacinto au Nicaragua ne doit pas être confondue avec :
- La bataille de San Jacinto qui a eu lieu le 22 avril 1836 pendant la révolution texane contre le Mexique.
- La bataille de San Jacinto qui a opposé le Mexique à l'Empire français le 1er février 1867 dans l'État de Aguascalientes.

## Carrière militaire
Il est né le 16 mars 1792 à Nandaime, dans l'actuel département de Granada, au Nicaragua de Timoteo Estrada son père et Gertrudis Vado Lugo sa mère.
En 1824, il apparaît dans le mouvement d'opposition de Juan Argüello del Castillo y Guzman, qu'il soutient devant le président en titre Manuel Antonio de la Cerda pour occuper le poste de chef de l'État. Au cours des combats de cette guerre civile, il se lance dans la carrière militaire, atteint le grade de sergent à l'âge de 35 ans dans « l'Armée du Nord », puis gravit lentement les échelons jusqu'à celui de général qu'il atteindra à un âge avancé.
Avec les généraux Tomás Martínez Guerrero et Fernando Chamorro, il participe à la prise de décisions militaires qui détermineront le cours de la guerre civile qui reprend en 1853 et qui devient ensuite une guerre nationale contre le flibustier William Walker. Le 15 avril 1856, il participe aux combats à Pueblo Nuevo (Estelí) où il est blessé et, le 20 du même mois, il se lance à l'attaque de Somoto. Le 14 septembre 1856, il commande comme colonel une force nicaraguayenne de 120 à 160 hommes - dont de nombreux indigènes matagalpinos - qui repousse une troupe de 300 hommes (selon les sources nicaraguayennes) dirigée par le commanditaire de Walker, Byron Cole à l'Hacienda San Jacinto.

## Bataille de l'Hacienda San Jacinto
Les flibustiers de William Walker, installés dans la ville de Granada, s'approvisionnaient en viande dans les ranchs de bétail situés au nord et à l'est du lac Xolotlán. Le 29 août 1856 (selon le témoignage du capitaine Carlos Alegría), un groupe de 100 loyalistes sous le commandement du colonel José Dolores Estrada quitte Matagalpa, sur ordre du général Tomás Martínez, pour empêcher les flibustiers de continuer à voler le bétail. Les patriotes arrivent à l’hacienda de San Jacinto le jour même dans l’après-midi.
Le ranch appartenait à Don Miguel Bolaños, arrière-grand-père de l'ancien président du Nicaragua, l'ingénieur Enrique Bolaños Geyer, qui a dirigé le pays de 2002 à 2007.
S'ensuit une « bataille » historique (en réalité un engagement assez limité) devenue légendaire au Nicaragua, mais dont l'importance réelle se trouve dans l'unité politique qu'elle a générée momentanément dans le pays, unité qui a permis l'élimination des mercenaires américains de Walker par un soulèvement général.

Drapeau nicaraguayen sous le "gouvernement" de W. Walker.

Première attaque des flibustiers : À l'aube du 5 septembre, un escadron de carabiniers à cheval arrive dirigé par le colonel Edmund McDonald et le capitaine William P. Jarvis et tente une attaque sur l'hacienda. Selon les sources, les assaillants étaient 40 (William Walker), 60 (lieutenant Alejandro Eva) ou même 120 selon Estrada, qui a alors le grade de colonel.
Les loyalistes, armés de fusils à silex, repousse l'attaquent des flibustiers, faisant ces 6 morts et plusieurs blessés lors de  cette première escarmouche. Jarvis est mortellement blessé, les patriotes ont un tué et trois blessés.
Arrivée de renfort et union politique : Le 11 septembre, une compagnie de 60 indigènes matagalpinos - armés d'arcs et de flèches, arrive de Matagalpa, sous le commandement du capitaine Francisco Sacasa. En effet, selon le témoignage du capitaine Carlos Alegría, Estrada informé des mouvements des mercenaires de Walker, a demandé ces renforts au général Tomás Martínez. Les défenseurs sont alors entre 120 à 160 hommes selon les sources.
Pendant ce temps 300 flibustiers dirigés par le commanditaire de Walker Byron Cole, quittent Granada l'après-midi du 12, passent par Masaya et campent à Tipitapa le 13, pour attaquer l'hacienda le lendemain matin.
Le même jour à León, le général Tomás Martínez, chef du parti légitimiste et Máximo Jerez Tellería, chef du parti démocrate, signent un accord d'union de leurs partis afin qu'ensemble ils tentent d'expulser Walker du pays.
La bataille : À l'aube du 14 septembre, les flibustiers arrivent à San Jacinto, cachés par la brume. Mais le caporal Faustino Salmerón, à l'affût, les repère et prévient les défenseurs de l'hacienda, alors en train de petit-déjeuner. Le colonel Estrada est informé que l'ennemi, au nombre de 300 hommes, vient du sud. Il dispose ses 160 patriotes sur 3 positions : 
- le corral de pierre du côté ouest de la maison est défendu par un groupe dirigé par le capitaine Liberato Cisne ;
- la maison de l'hacienda est défendue par le capitaine Francisco de Dios Avilés et ses hommes ;
- le corral en bois (à l'angle sud-est de la maison) est défendu par Francisco Sacasa et ses indiens.

Ordre est donné de ne pas tirer tant que l'ennemi n'est pas au plus près, car la portée effective des fusils à silex est de 60 mètres.
Les flibustiers, qui adoptent par hasard la même stratégie, se divisent en 3 colonnes pour l'attaque qui est lancée à 7 heures du matin sur trois fronts :
- le premier, sous le commandement du lieutenant-colonel Byron Cole et du lieutenant Robert Milligan, se lance sur le corral en bois ;
- le second, sous le commandement du major Calvin O’Neal, attaque la façade de la maison de l’hacienda ;
- et le troisième, mené par le capitaine Lewis D. Watkins, tente l'assaut du point où le corral en bois rejoint la clôture de pierre.

Après les premières heures, les combats sont devenus de plus en plus forts et sanglants, avec de nombreux corps à corps. À 9 heures du matin les flibustiers réussissent à briser le flanc gauche des défenseurs, jusqu'à ce que le colonel Estrada ne manœuvre avec les troupes et les officiers Miguel Vélez, Alejandro Eva et Adán Solís pour renforcer cette position. La lutte a été très violente et en l'absence de munitions, beaucoup ont suivi l'exemple d'Andrés Castro, qui a abattu un attaquant avec une pierre, épisode qui deviendra légendaire sous l’appellation de "La pedrada". Une peinture à l'huile du peintre chilien Luis Vergara Ahumada de 1964 illustre cet épisode célèbre de l'histoire nicaraguayenne. Le tableau est toujours conservé à l'hacienda.

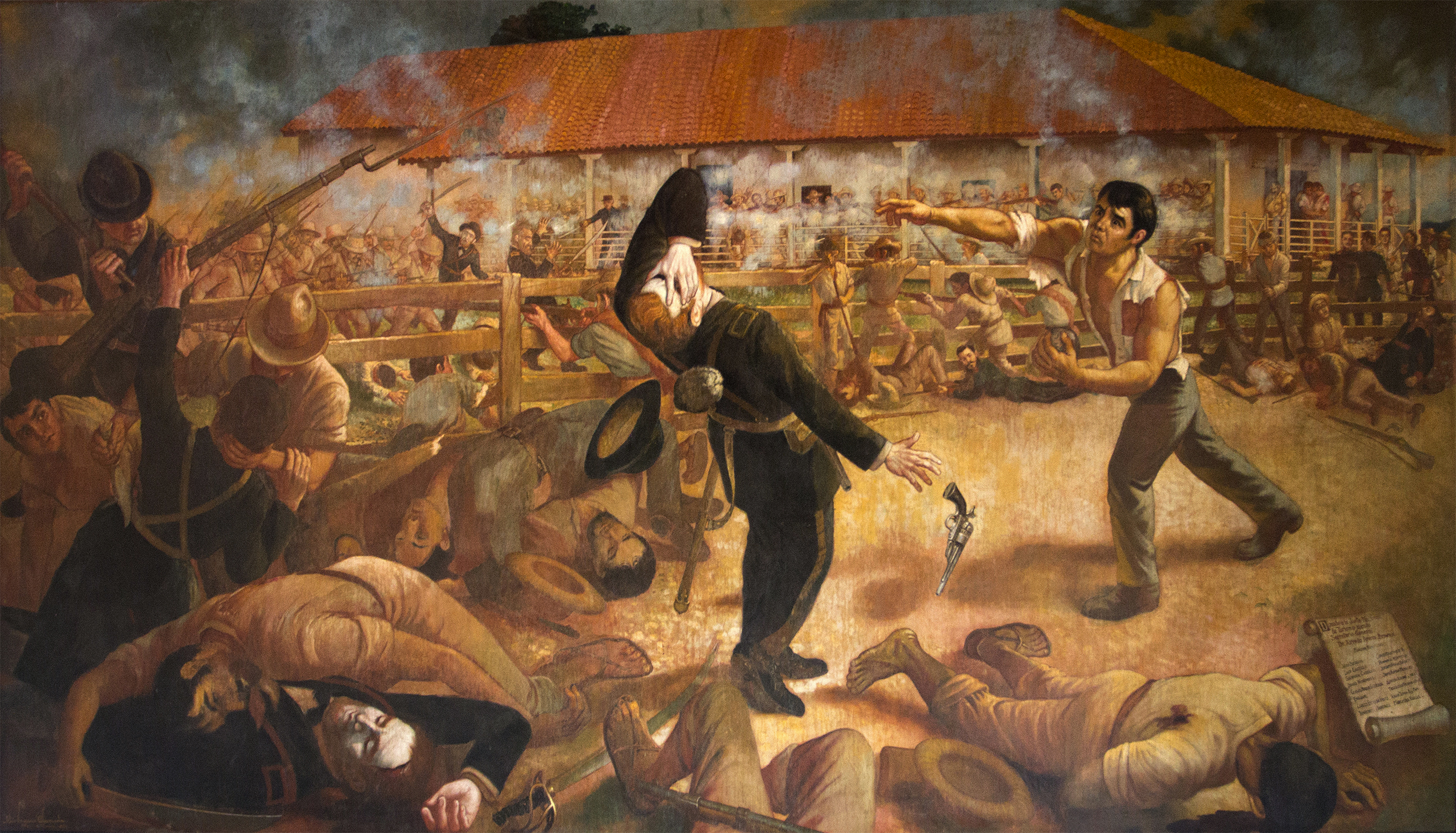
"La pedrada" du peintre Luis Vergara Ahumada. Estrada apparaît en arrière-plan, brandissant une épée, à côté du bras gauche du flibustier, abattu par la pierre de Castro au premier plan.

Contre attaque : Mais la situation est critique pour les nationaux. À 10 heures du matin, alors qu'elles ont franchi la clôture, les flibustiers commence un regroupement pour concentrer leurs principaux efforts. Devant cette situation, Estrada prend l'initiative d'envoyer le capitaine Liberato Cisne, le lieutenant José Ciero et le sous-lieutenant Juan Fonseca avec leurs escouades, prendre les flibustiers à revers. En criant  "Viva Martínez ! Vive le Nicaragua !" et en faisant grand bruit, ils mènent une charge furieuse à la baïonnette avec un courage admirable en tirant des coups de feu. Cette contre attaque créée la panique parmi les poulains et les chevaux du haras voisin. Le lieutenant-colonel Patricio Centeno et l'officier Flores de Granada s'emparent des chevaux en débandade, ce qui fait croire aux flibustiers que des renforts montés arrivent en force.
Victoire : Les troupes de Walker battent alors en retraite, se repliant au sud vers l'hacienda de San Ildefonso, près de Tipitapa. Le capitaine Bartolo Sandoval et le lieutenant Miguel Vélez, montés sur des bêtes capturées, les poursuivent avec d'autres soldats à pied et à cheval. L'action est si violente que le sergent Francisco Gómez en meurt de fatigue. Byron Cole le chef de la troupe de flibustiers est tué par le caporal Faustino Salmerón (d'autres sources affirme toutefois qu'il aurait été tué 2 jours plus tard le 16 septembre à San Ildefonso).
Dans son rapport - conservé dans les locaux du journal "La Prensa" - le colonel Estrada consigne que les Nicaraguayens ont eu 10 tués et 7 blessés, alors que 27 mercenaires sont morts, les patriotes récupérant des chevaux, des pistolets, 32 fusils Sharps et des uniformes.

## Fin de carrière

### Général de brigade et exil

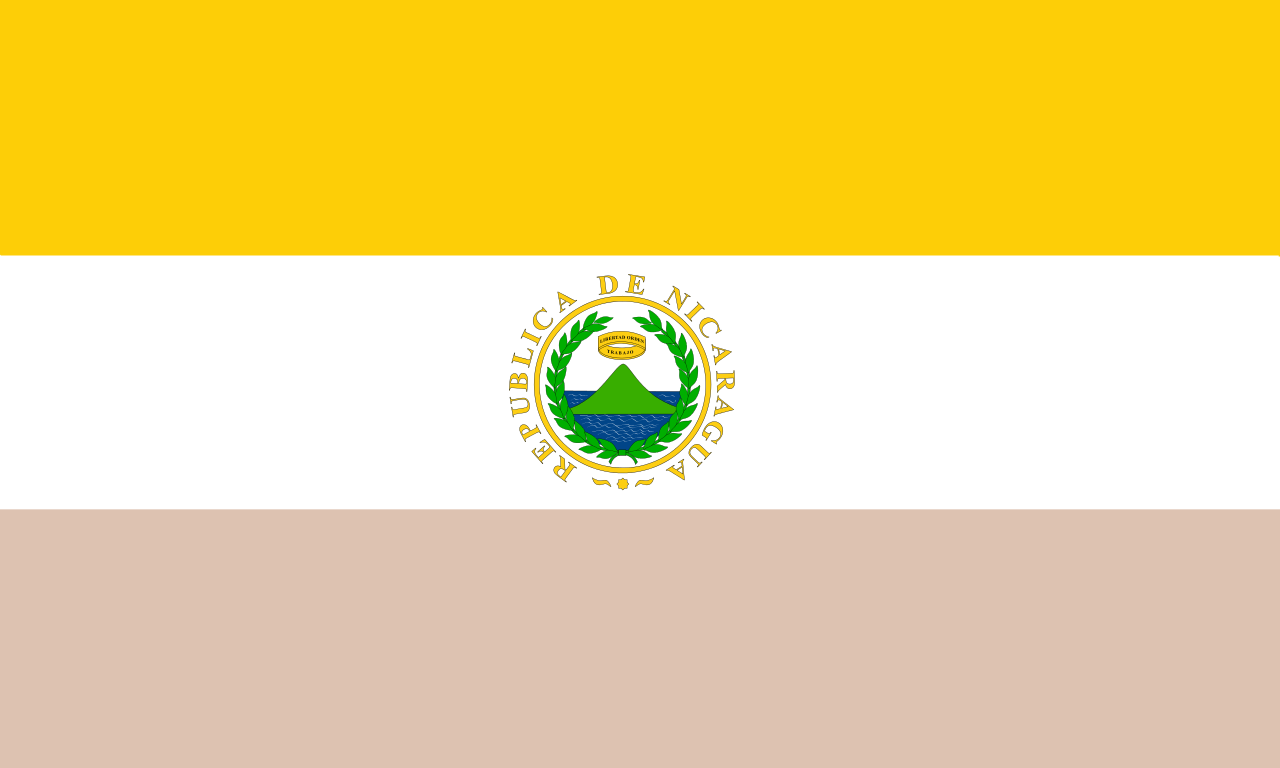
Drapeau du Nicaragua (1854-1858).

Contrôlant la situation dans les plaines près de Tipitapa, le colonel Estrada Vado s'enfonce vers le sud, vers Managua, puis il prend Diriá et Catarina. Le 11 octobre 1856, il dirige l'attaque sur Masaya et le 13 sur Granada. Après cette guerre nationale, les généraux Tomás Martínez Guerrero et Máximo Jerez Tellería conviennent de continuer leur politique d'union et d'établir un gouvernement binaire, appelé "Chachagua", seul et unique cas de dualité à la tête de la présidence du pays.
Le 25 juin 1857, Martínez et Jerez signent le décret accordant à Estrada Vado le grade de général de brigade.
Mis, en 1862, devant les manœuvres électoralistes et les fraudes du général Martinez, une opposition émerge en faveur de Don José Joaquín Cuadra, que soutient le général Estrada Vado et les luttes armées reprennent.
Sous la pression des troupes du général Martínez, Estrada Vado alors présent à San Jacinto où sept ans plus tôt il a vaincu les flibustiers, doit s'enfuir à l'île d'Ometepe, puis se réfugier au Costa Rica, en exil politique. Le 24 avril 1863, Martínez signe un décret dégradant de tous leurs rangs militaires les généraux Máximo Jerez, Fernando Chamorro et José Dolores Estrada Vado qui sont passés dans l'opposition à sa dictature.
Le héros de San Jacinto passe alors la majeure partie de son exil de quatre ans dans de grandes privations. Depuis La Cruz, le 23 juillet 1865, il écrit à son ami José de Pasos: "Je suis ici en train de faire de la place pour voir si je peux planter du tabac" ...

### Général de division et décès
Le général Fernando Guzmán Solórzano devenu président du Nicaragua, dans un acte de justice, rappelle Estrada Vado d'exil et le 1er juillet 1869, le nomme général de division en tenant compte de ses mérites et de ses services, comme l'avait fait précédemment en 1858 le gouvernement du Salvador. Il est indemnisé par le gouvernement de neuf cent dix-neuf pesos et de trois réaux (monnaie d'argent).
On célèbre ce 14 septembre l'anniversaire de la bataille de San Jacinto, par des salves d'artillerie et un banquet offert par le président Guzmán au général de division Estrada Vado.
Le héros mène alors une vie simple, rencontrant fréquemment des vétérans de la guerre nationale, parmi eux les généraux Florencio Xatruch (hondurien) et Miguel Vélez.
Le 27 juin 1869, le président Guzmán dans un geste qui exalte son gouvernement, nomme le général Estrada Vado au poste de général en chef de l'armée des opérations de la République. Il est sur le point d'avoir 77 ans, toujours célibataire, il mène une vie d'austérité et de discipline.
Le 12 août de la même année, il décède à Managua, d'une maladie du foie. Un deuil national est ordonné, toutes les autorités de la République et les militaires portent pendant huit jours un brassard noir.
Les restes du général Estrada Vado sont enterrés dans l'église paroissiale de Managua, devenue cathédrale métropolitaine en 1913.
Au moment de la construction de la nouvelle cathédrale (aujourd'hui l'ancienne cathédrale de Managua), sa dépouille est exhumée le 24 mai 1929 et déposée dans la chapelle du palais de l'archevêque, sous la garde de l'archevêque de Managua, Mgr José Antonio Lezcano y Ortega.
En septembre 1933, elle est déplacée dans la crypte funéraire de la cathédrale en construction (sous le maître-autel) en présence de l'archevêque, des membres du district national et de deux anciens combattants de la guerre nationale, Manuel Borge et Jesús Chávez. Le président en exercice Juan Bautista Sacasa et son cabinet au complet sont présents.

## Héros national
Lorsque la loi du 20 mars 1912 a décrété que la monnaie nationale devait être désormais nommée córdoba, parmi les premières effigies figuraient celle de José Dolores Estrada Vado sur le billet de 50 C$.
Le 14 septembre 1949, un modeste modeste avec le visage du héros sculpté dans la pierre a été inauguré, dans le coin sud de la vieille cathédrale de Managua et a été promu par l'Union nationale d'action populaire (UNAP).
Dans les années 1950, lorsque la monnaie a été réorganisée, Estrada Vado est resté sur le billet de 100 cordobas. En 1956, il y a eu une émission de timbres à l'occasion du premier centenaire de la guerre nationale; deux timbres étaient dédiés au général Estrada Vado, le timbre du service postal national était de cinquante cents et trente cents pour la poste aérienne. Le 14 septembre 1959, à l'initiative de l'Association des écrivains et artistes américains, une statue fut inaugurée, œuvre du sculpteur Edith Gron, actuellement située au sud-est de la promenade du lac de Tiscapa, au passage supérieur de la route de Masaya.

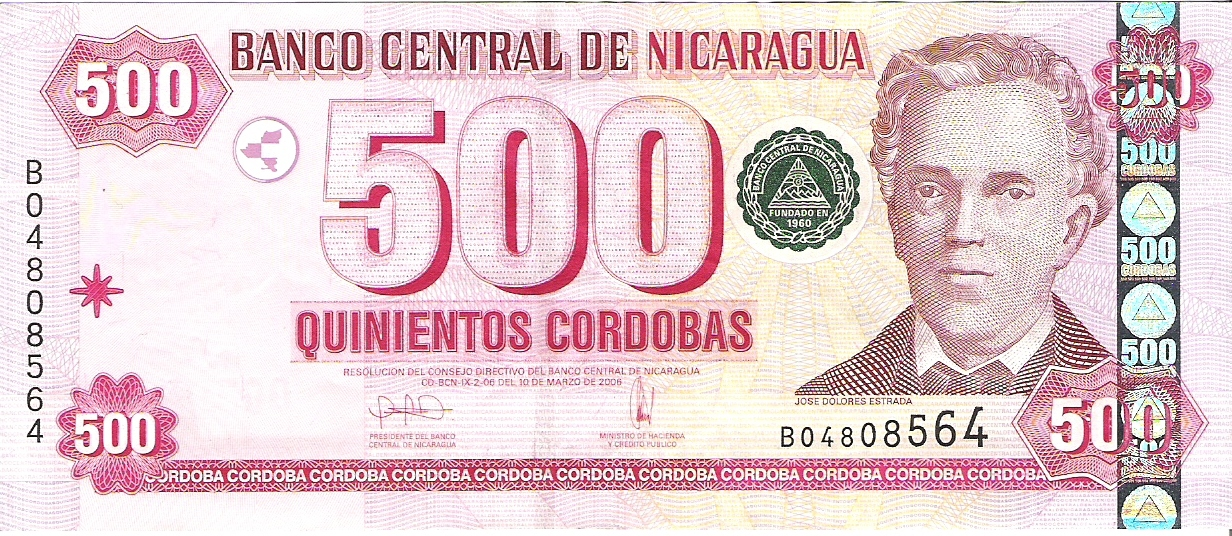
Billet de C$ 500, serie B de 2006, à l'effigie de Estrada.

En 1962 dans l'hacienda une statue a été inaugurée, œuvre du sculpteur Fernando Saravia, qui le représente sur un piédestal, tenant une épée dans sa main droite et le drapeau du Nicaragua dans la gauche.
Le 17 août 1971, alors que le général Anastasio Somoza Debayle était président du Nicaragua, le décret législatif no 1889 est promulgué, qui déclare officiellement José Dolores Estrada Vado, héros national. Le texte est publié au Journal officiel no 193 du même mois. Il prévoit que le 16 mars et le 12 août de chaque année (dates respectives de sa naissance et de son décès), le drapeau nicaraguayen doit être hissé sur les bâtiments publics et dans tous les centres éducatifs du pays en l'honneur d'Estrada.
Après la période Somoziste, en 1979 le gouvernement du Front de libération nationale sandiniste (FSLN), apporte des changements majeurs aux projets de loi précédents, seuls le général Estrada Vado et Rubén Darío restent représentés lorsque la monnaie est dévaluée le 14 février 1988. La valeur faciale de l'effigie du héros de San Jacinto augmente alors jusqu'à atteindre le montant de dix millions de córdobas.
En 1999, sa dépouille est exhumée le jour du 130e anniversaire de sa mort, lors d'une cérémonie à laquelle ont assisté le président Arnoldo Alemán, le chef de l'armée Joaquín Cuadra, le cardinal Miguel Obando et d'autres dignitaires, afin de préparer le retour de ses restes sur son lieu de naissance, Nandaime.
En 2002, le conseil d'administration de la Banque centrale du Nicaragua décide que son effigie sera représentée sur le billet de banque de la nouvelle dénomination de 500 córdobas. Estrada et sa victoire à San Jacinto sont désormais commémorés par le Nicaragua sur ce billet de banque de cinq cents cordobas, des timbres et des médailles et le 14 septembre est une fête nationale, sans que sa mémoire n'ait été affectée par les changements politiques.
Le 12 août 2019, des cérémonies commémorent le 150e anniversaire de la mort du major-général José Dolores Estrada Vado au Centre supérieur d'études militaires qui porte son nom.